# Cheerleader (chanson)
Pour les articles homonymes, voir Cheerleader (homonymie).
Cheerleader est une chanson Reggae du chanteur jamaïcain OMI enregistrée en 2012 et sortie en 2014. Elle connait le succès remixée par le DJ allemand Felix Jaehn chez Sony Music sur les conseils de Clifton Dillon. Elle devient un tube en Europe en mars 2015 et 2016, se classant numéro un des ventes en Australie, en Autriche, en Belgique, au Danemark, en Allemagne, aux Pays-Bas, en Suède, en Suisse et  en France. Elle est restée numéro un des téléchargements de singles en France pendant 10 semaines semaines, dont 8 consécutives du 16 mars au 17 mai 2015. Dans la chanson, la trompette est jouée par Leonard Bywa.

## Accueil commercial et streaming
Fin mars 2015, la chanson bat le record de lecture en streaming en France avec près de 1,3 million d'écoutes puis établit un nouveau record en avril 2015 avec 1,7 million d'écoutes.
En novembre 2020, le clip vidéo atteint le milliard de visionnages sur YouTube.

## Classements hebdomadaires
| Classement (2015)                       | Meilleure position |
| --------------------------------------- | ------------------ |
| Allemagne (Media Control AG)            | 1                  |
| Autriche (Ö3 Austria Top 40)            | 1                  |
| Australie (ARIA)                        | 1                  |
| Belgique (Flandre Ultratop 50 Airplay)  | 1                  |
| Belgique (Flandre Ultratop 50 Singles)  | 1                  |
| Belgique (Flandre Ultratop R&B/Hip-Hop) | 1                  |
| Belgique (Wallonie Ultratop 50 Airplay) | 1                  |
| Belgique (Wallonie Ultratop 50 Singles) | 1                  |
| Canada (Hot 100)                        | 1                  |
| Danemark (Tracklisten)                  | 1                  |
| Espagne (PROMUSICAE)                    | 3                  |
| États-Unis (Hot 100)                    | 1                  |
| États-Unis (Radio Songs)                | 6                  |
| États-Unis (Digital Songs)              | 6                  |
| Finlande (Suomen virallinen lista)      | 13                 |
| France (SNEP)                           | 1                  |
| France (SNEP Téléchargement)            | 1                  |
| France (SNEP Streaming)                 | 1                  |
| Irlande (IRMA)                          | 1                  |
| Italie (FIMI)                           | 2                  |
| Norvège (VG-lista)                      | 5                  |
| Nouvelle-Zélande (RMNZ)                 | 3                  |
| Pays-Bas (Single Top 100)               | 1                  |
| Royaume-Uni (UK Singles Chart)          | 1                  |
| Suède (Sverigetopplistan)               | 1                  |
| Suisse (Schweizer Hitparade)            | 1                  |

## Certification
| Région                                                                                                 | Certification | Ventes/Streams |
| --- | ------------- | -------------- |
| France (SNEP)                                                                                          | Diamant       |                |
| *Ventes selon la certification ^Mise en rayon selon la certification xNon précisé par la certification |               |                |